# Breitband-Bodensalmler
Der Breitband-Bodensalmler (Nannocharax parvus) ist ein Süßwasserfisch aus der afrikanischen Salmlerfamile der Distichodontidae und kommt in Westafrika in den Einzugsgebieten der Flüsse Niger bis Ogowe und Chiloango vor. Möglicherweise ist die Art synonym mit Nannocharax ansorgii.

## Merkmale
Die Fische werden 6 cm lang. Ihr Körper ist langgestreckt und seitlich nur wenig abgeflacht. Ihre Farbe ist olivbraun mit einem deutlichen silbrigen Glanz. Von der Maulspitze über das Auge bis zum Schwanz verläuft eine breite dunkelbraune bis tiefschwarze Längsbinde. Die Männchen sind schlanker als die Weibchen. Von oben gesehen, erscheinen die beiden Körperbinden bei den Männchen gerade zu verlaufen, bei den Weibchen sehen sie wie gebogen aus. Breitband-Bodensalmler sind friedliche Schwarmfische, die im kleinen Schwarm gehalten werden können. 
- Flossenformel: Dorsale 3/10–11, Anale 3/8–9.
- Schuppenformel 38–40 (mLR).

Es gibt zwei Unterarten:
- Nannocharax parvus parvus Pellegrin, 1906
- Nannocharax parvus maculatus Poll & Lambert, 1959.